# Музика на сферите
Музика на сферите, музика универсалис (на латински: musica universalis, музика на вселената) или хармония на сферите е древно философско понятие, което разглежда пропорции в движението на небесните тела – слънцето, луната и планетите – като форма на музика. Тази музика не се чува буквално, а е хармонично и/или математично и/или религиозно понятие. Древногръцкият математик и философ Питагор често се сочи като основоположител на понятието, което произлиза от неговата полумистична, полуматематическа философия и е свързана със системата нумерология на питагорейството. Според Йохан Кеплер, връзката между геометрията (и сакралната геометрия), космологията, астрологията, хармонията и музиката е чрез музиката на сферите.
Навремето се считало, че слънцето, луната и планетите се въртят около земята на свои собствени небесни сфери. Най-задълбоченото и изпълнено с въображение описание на понятието се намира в Божествена комедия на Данте. Считало се, че сферите са свързани чрез целочислени съотношения на чисти музикални интервали, създаващи музикална хармония. Йохан Кеплер използва понятието музика на сферите в своята Harmonice Mundi през 1619 г., свързвайки астрологията (особено астрологичните аспекти) и хармонията.
Трите клона на средновековното понятие музика са представени от Боеций в неговото съчинение De Musica:
- musica universalis (понякога наричана musica mundana)
- musica humana (вътрешната музика на човешкото тяло)
- musica instrumentalis (звуци, издавани от певци и инстументалисти)